# Nikolai Kolesnikov
Nikolai Alexeievitch Kolesnikov (em russo:  Николай Алексеевич Колесников; 15 de fevereiro de 1952, em Naratli, Tartaristão, Rússia), é um russo, campeão mundial e olímpico em halterofilismo pela União Soviética.
Nikolai Kolesnikov foi vice-campeão mundial em 1974 e 1975, ele perdeu o primeiro posto em ambas as ocasiões, para o búlgaro Georgi Todorov, na categoria até 60 kg. Nos Jogos Olímpicos de 1976, em Montreal, que contou como campeonato mundial também, Kolesnikov ganhou o ouro, a frente de Todorov.
E ganhou os campeonatos mundiais seguintes, de 1977 e 1978. Foi ainda quatro vezes campeão europeu e uma vez vice-campeão.
Kolesnikov definiu oito recordes mundiais ao longo de sua carreira, seis no arremesso e dois no total combinado (arranque+arremesso). Seus recordes foram:
| Data       | Disciplina | Marca    | Classe de peso | Lugar     |
| ---------- | ---------- | -------- | -------------- | --------- |
| 17.03.1975 | Arremesso  | 160,5 kg | –60 kg         | Zaporójia |
| 05.07.1975 | Arremesso  | 161 kg   | –60 kg         | Vilnius   |
| 20.07.1976 | Arremesso  | 161,5 kg | –60 kg         | Montreal  |
| 19.09.1977 | Arremesso  | 162 kg   | –60 kg         | Stuttgart |
| 12.06.1978 | Arremesso  | 165,5 kg | –60 kg         | Havířov   |
| 12.06.1978 | Total      | 290 kg   | –60 kg         | Havířov   |
| 21.05.1979 | Arremesso  | 166 kg   | –60 kg         | Varna     |
| 21.05.1979 | Total      | 292,5 kg | –60 kg         | Varna     |